# Annépé
Annépé  è una città e sottoprefettura della Costa d'Avorio appartenente al dipartimento di Adzopé. Conta una popolazione di 19 925 abitanti (censimento 2014).